# Ranchi
Pour l’article homonyme, voir Federica Ranchi.
Ranchi (hindî : राँची, Santali : ᱨᱟᱺᱪᱤ) ou Rachi (jusqu'en 1927) est une ville de l'Inde et la capitale de l'État du Jharkhand.

## Géographie
Ranchi est située à une altitude d'environ 650 mètres, sur la partie sud de la région du Chota Nâgpur qui forme la bordure orientale du plateau du Deccan.
Ranchi est surnommée « ville des chutes d'eau » en raison de ses nombreuses cascades. Le fleuve Subarnarekha et ses affluents constituent le réseau hydrographique local. Plusieurs barrages ont été construits afin de répondre aux besoins croissants en eau de la population.
En raison de sa topographie vallonnée et ses forêts tropicales denses, la ville jouit d'un climat relativement clément par rapport au reste de l'État.

## Économie
Durant le Raj britannique, Ranchi était une base administrative et militaire importante de l'Est de l'Inde, ce qui lui a permis de devenir un centre d'échanges et de commerce de premier plan.
Une partie de son économie repose sur la sériciculture et la fabrication de gomme-laque, mais aussi sur une agriculture florissante (légumes verts) qui permet d'approvisionner tout l'État, mais également le Bihar et Calcutta.
De nombreuses industries sont installées dans et autour de la ville parmi lesquelles Heavy Engineering Corporation, MECON, CCA, CMPDI et Shipping Corporation of India. Ranchi abrite également Usha Martin Limited, l'un des pionniers dans la fabrication de fils d'acier et de câbles.
Le Steel Authority of India (SAIL) a fondé son centre de recherche et de développement à Ranchi en 1974, et aujourd'hui il est le plus grand centre de recherche pour l'acier du pays, employant plus de 350 scientifiques.

## Histoire
Ranchi était au centre du mouvement séparatiste qui mena à la création de l'État du Jharkhand le 15 novembre 2000, par scission de 18 districts administratifs du Bihar.

## Lieux et monuments

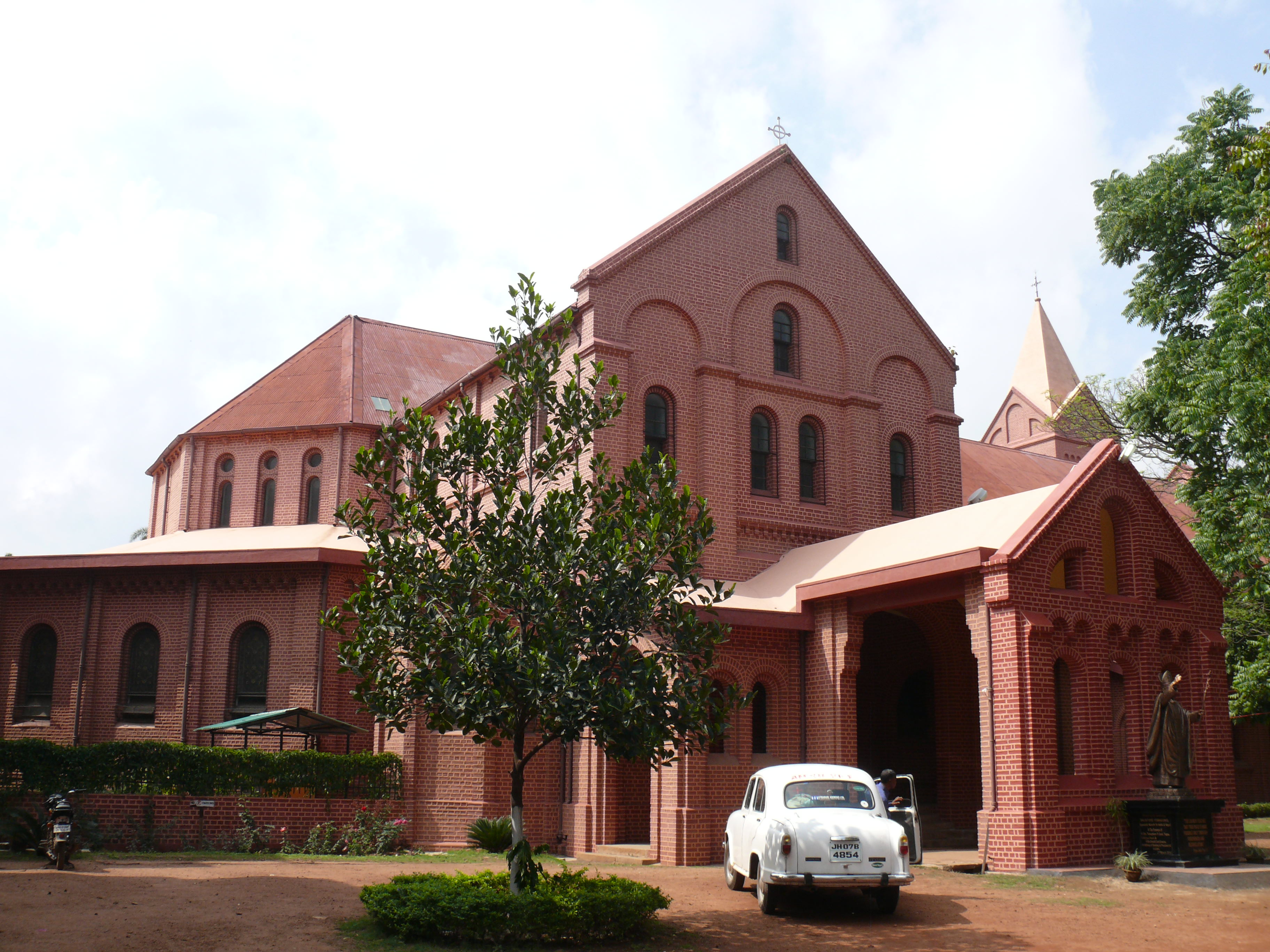
Cathédrale catholique Sainte-Marie de Ranchi

- La cathédrale catholique romaine Sainte-Marie. Elle fut construite par le jésuite belge Alfred Lemoine et consacrée le 3 octobre 1909 par l'évêque de Dacca, Mgr Pierre-Joseph Hurth.

## Personnalités
- Deepika Kumari, archère internationale